# 대구중부소방서
대구중부소방서(大邱中部消防署, Daegu Jungbu Fire station)는 대구광역시 중구와 남구를 관할하는 대구광역시 소방안전본부 산하의 소방서이다.
소방서장은 소방정으로 보한다.

## 연혁
- 1945년 10월 10일: 대구소방서 개서
- 1965년 9월 18일: 안동소방서 분리
- 1977년 2월 16일: 대구동부소방서 분리
- 1984년 12월 1일: 대구서부소방서 분리, 대구중부소방서로 변경

## 조직
| - 소방행정과 - 행정안전팀 - 예산장비팀 | - 예방안전과 - 예방홍보팀 - 시설지도팀 | - 기동지휘단 - 대응관리팀 - 구조구급팀 - 기동지휘팀 |

## 관할센터 및 관할구역
대구중부소방서는 8개의 119안전센터와 1개의 구조대를 산하에 두고 있다.
| 명칭                     | 사진 | 주소                 | 관할구역                                       | 지역대 |
| ------------------------ | ---- | -------------------- | ---------------------------------------------- | ------ |
| 남산119안전센터          |      | 중구 달구벌대로 1926 | 중구 남산2·3·4동, 성내1·2동 일부, 남구 대명3동 |        |
| 서문로119안전센터        |      | 중구 경상감영길 45   | 중구 성내1·2·3동 일부                          |        |
| 봉덕119안전센터          |      | 남구 희망로3길 29    | 남구 이천동, 봉덕동                            |        |
| 대신119안전센터          |      | 중구 큰장로26길 45   | 중구 대신동, 성내3동 일부                      |        |
| 삼덕119안전센터          |      | 중구 공평로 35       | 중구 동인동, 삼덕동, 대봉1동, 성내1동 일부     |        |
| 대명119안전센터          |      | 남구 현충로 49       | 남구 대명1·5·9동                               |        |
| 명덕119안전센터          |      | 남구 명덕로34길 22   | 중구 남산1동, 대봉2동, 남구 대명2·3·7·8동 일부 |        |
| 성명119안전센터          |      | 남구 대명남로 12-1   | 남구 대명4·6·10·11동                           |        |
| 대구중부소방서 119구조대 |      | 중구 달구벌대로 1926 | 대구광역시 중구, 남구 일부                     |        |

## 사건사고

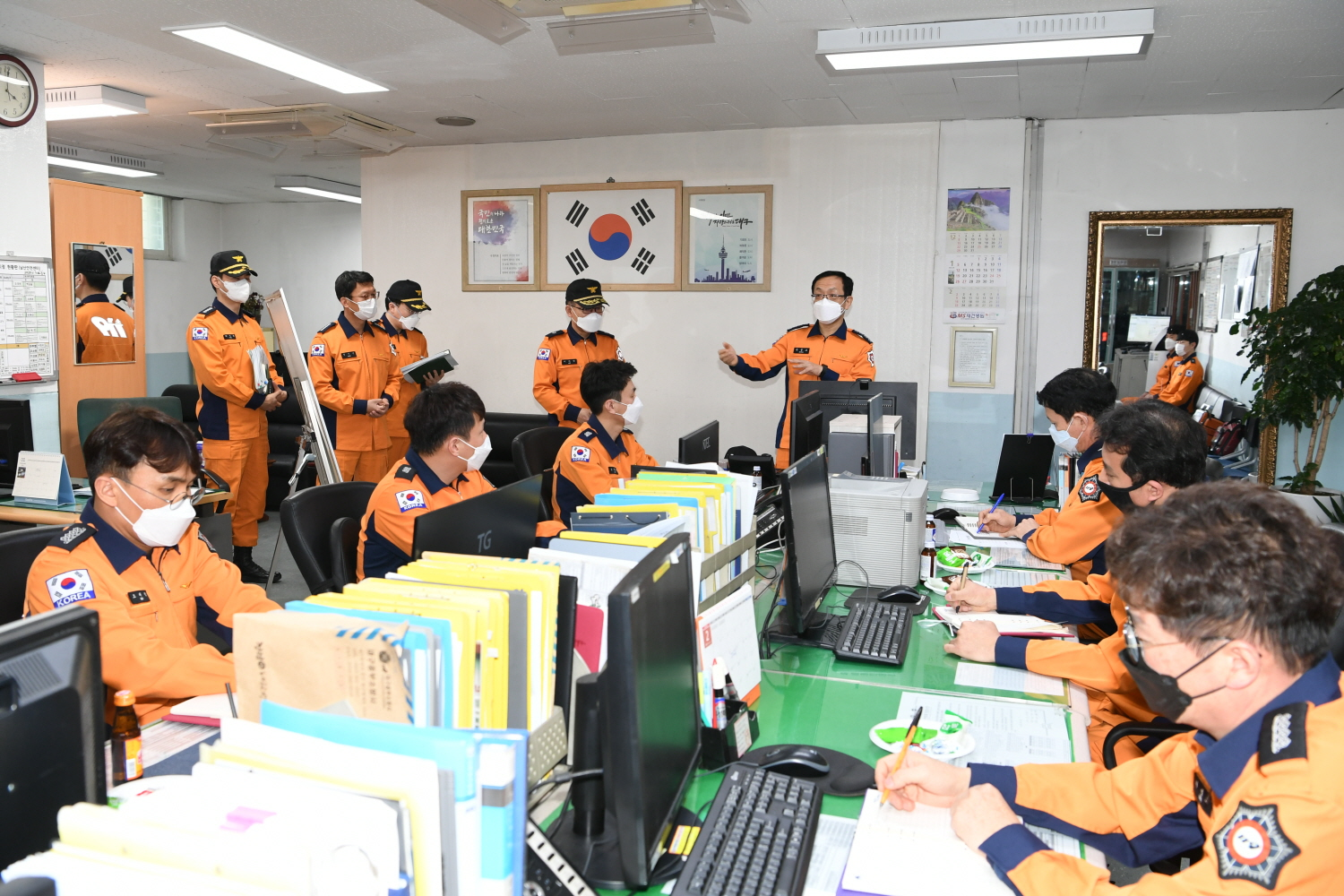
코로나19 확산 관련 소방청장 정문호 대구중부소방서 방문

- 1967년 서문시장 화재 사고 - 당시에는 '경상북도 대구소방서'였다.
- 대구 지하철 화재 참사
- 2005년 서문시장 화재 사고
- 대구 대명동 가스 폭발 사고

## 같이 보기
- 대한민국 소방청
- 대한민국의 소방
- 소방관 계급